# Folyószámlahitel
A folyószámlahitel a lakossági bankszámlához kapcsolódó fogyasztási hiteltermék. Átmeneti pénzhiány áthidalására szolgál. Lényege, hogy az egyedi hitelkeret összeg erejéig a bankszámláról kifizetés teljesíthető. A hitelcél megjelölése nélkül, szabadon felhasználható.
A folyószámlahitel fedezete a lakossági bankszámlán rendszeresen jóváírt tételek megjelenése. Ilyen bevétel lehet pl. a munkabér, nyugdíj stb.
A folyószámlahitelt nyújtó bank rendszeresen (pl. a hónap meghatározott napján) megvizsgálja a hitelfeltételeknek való megfelelést. A futamidő automatikusan meghosszabbodik, és a hitel törlesztése folyamatosan, az egyes jóváírásokat követően történik. 
A folyószámlahitel részletes feltételeit az adott pénzintézet üzletszabályzata tartalmazza.
2020. március 19-től a lakossági fogyasztási hitelek, így a folyószámlahitelek maximális THM-je 5,9% százalék lehet 2020 év végig.